# Kostel svatého Františka Xaverského (Bělá u Děčína)
Kostel svatého Františka Xaverského v Bělé u Děčína je pozdně barokní sakrální stavbou v Děčíně X. Je farním kostelem římskokatolické farnosti Bělá u Děčína. Stojí na místě původní kapličky. Byl postaven v letech 1787-1788 od pozdně barokním severočeským stavitelem Janem Václavem Koschem, z finančních prostředků náboženského fondu. Po roce 1946, kdy byl vysídlen poslední německý farář Ernst John, duchovní správa kostela připadla pod farnost Děčín-Pomokly. V letech 1960-1961 došlo k znovuzastřešení kostela a opravě věže. Náklady na opravu v hodnotě 100 tisíc Kčs hradil stát. V následujícím období loď kostela sloužila jako depozitář vybavení jiných kostelů, např. kostela sv. Václava v Rozbělesích. Poté nastal úpadek. Střecha začala prosakovat a byla poškozena klenba lodi. Barevné okenní tabulky byly rozbity. K výrazné obnově kostela došlo až po roce 2000. Je chráněn jako kulturní památka České republiky.

## Architektura

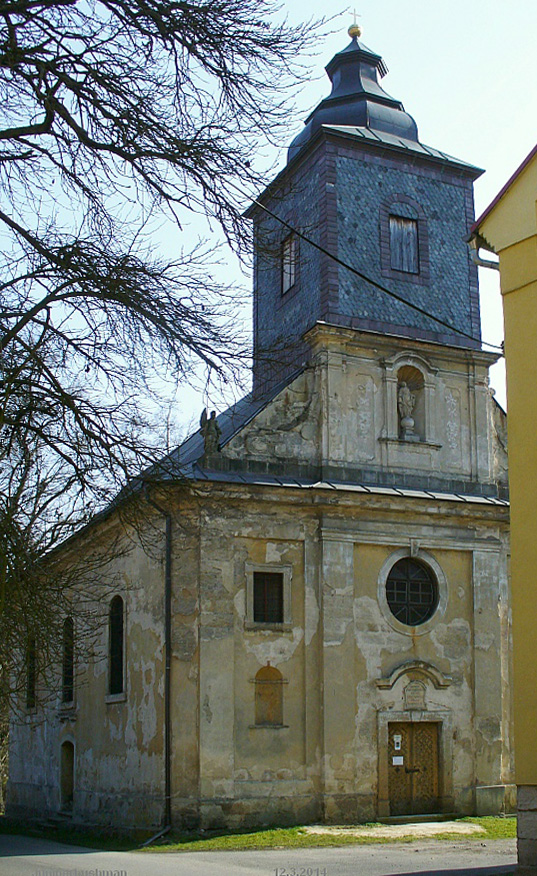
Průčelí v roce 2014 (před opravou)

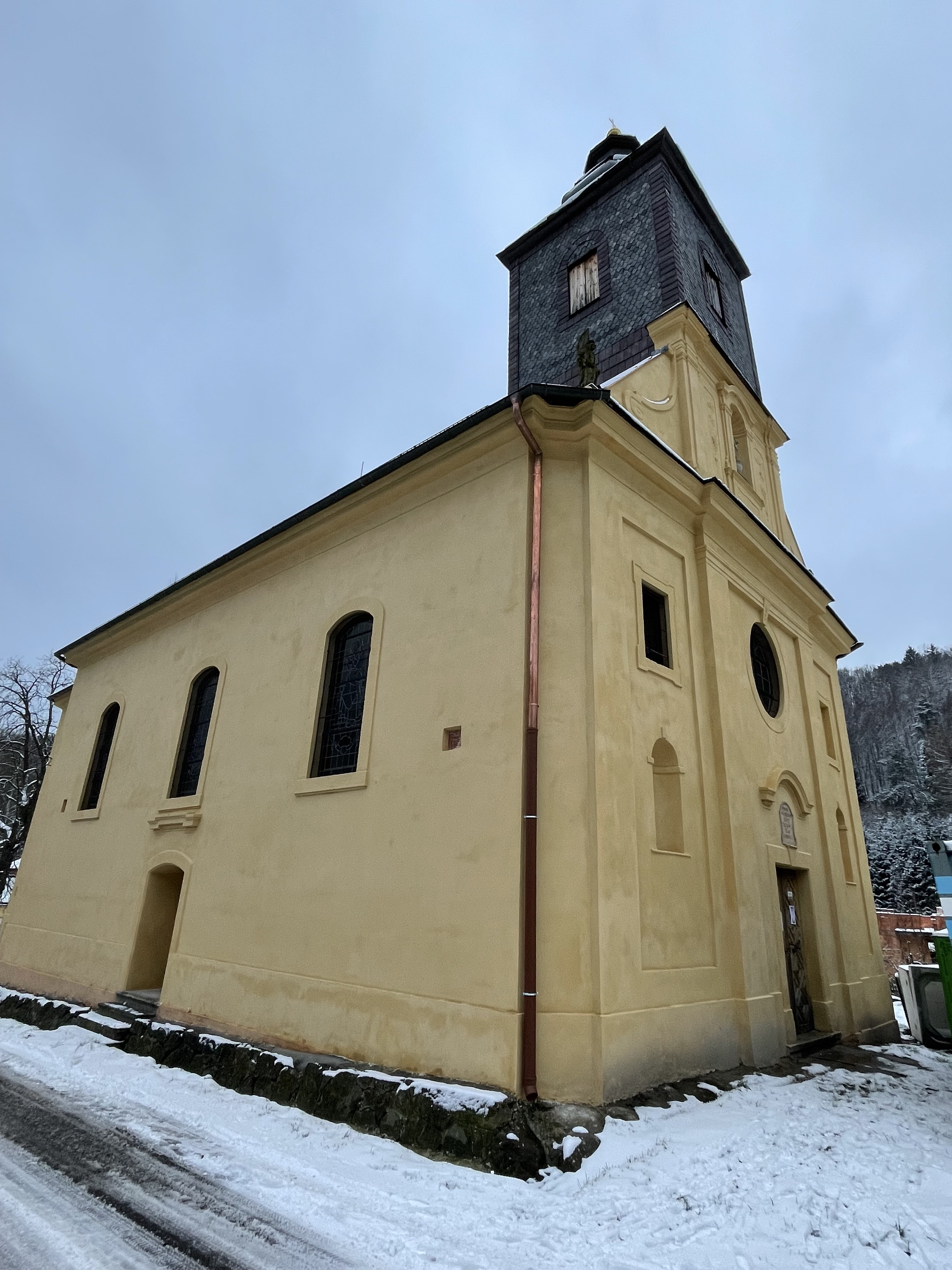
Průčelí a bok v roce 2021

Kostel je jednolodní, obdélný. Má užší, trojboce uzavřený presbytář a nízkou sakristii po jižní straně. Na západní straně nad průčelím kostela je hranolová věž. Hlavní průčelí je tříosé s mělkým středním rizalitem a lizénami. Portál průčelí je obdélný a v jeho nástavci je latinský nápis a chronogram 1787. Nad polokruhovou vzdutou římsou je v průčelí oválné okno. Boční osy kostela jsou s lizénovým rámcem, nikou a obdélnými okny.  Na štítu se nacházejí sochy Panny Marie, sv. Floriána a sv. Václava. V bočních fasádách lodi i presbytáře jsou pouze segmentově zakončená okna a v ose severní stěny je segmentově zakončený portál.
Presbytář má plochou klenbu s fabionem a pilastry s klasicistním dekorem. Loď kostela má zaoblená nároží a je kryta plochou rákosovou klenbou s lunetami. Na stěnách kostela jsou dvojice pilastrů a obíhající římsa. Kruchta spočívá na dvou pilířích a je vyložená do chrámové lodi.

## Vybavení
Interiér je většinou barokní a pochází převážně z 18. století. Hlavní oltář je pseudobarokní. Byl na něm obraz Krista utišujícího bouři na jezeře od E. Brendela z roku 1930, dnes je zde obraz křtícího sv. Františka Xaverského z roku 2006. Kazatelna je raně barokní s novějšími obrazy evangelistů a Krista – Dobrého pastýře. 

### Varhany
V historii byla v bělském kostela řada varhanních nástrojů. Původně zde byl malý pozitiv z Litoměřic, který byl později prodán do Saska. Poté byl do kostela v Bělé nainstalován 3. července 1792 Antonínem Rutschem pozitiv z kaple Panny Marie Pomocné z Kostomlat pod Milešovkou. Tento nástroj roku 1793 nástroj zdobil a mramoroval děčínský truhlář Cajetan Windrich.
Těleso pozitivu, vestavěného do zábradlí kruchty, pochází z dílny varhanáře Ch. Standfusse. Vestavěný hrací stůl měl původně dvě klaviatury a pozitiv byl součástí šestnáctirejstříkových varhan, které postavil v roce 1735 v kostele sv. Vavřince v Kostomlatech mistr Ch. Standfuss. Vzdušnice měla 6 rejstříků.
V květnu 1864 byl nástroj přestavěn F. Müllerem, který přepracoval principál dvoustopý na čtyřstopý, dodal novou kopulu a flétnu a přistavěl pedál se dvěma rejstříky. Zhotovil také dvě nové klaviatury a v roce 1884 varhany ještě opravil. K roku 1882 je zaznamenána menší oprava, která se uvádí, že varhany mají dva manuály.
Dne 13. prosince 1904 byly varhany rozebrány jako již starý nástroj a 16. prosince byl postaven nový nástroj o sedmi rejstřících. Ten pocházel z továrny pražského varhanáře Schiffnera. Jeho prospektové píšťaly byly rekvírovány roku 1918 pražským varhanářem Josefem Urbanem. Když došlo v období komunistické totality k postupné devastaci kostela, byly Schiffnerovy varhany odvezeny na Slovensko. Zachovala se pouze skříň barokního Standfussova pozitivu bez píšťal v zábradlí kruchty.
Dne 16. srpna 1993 byly na kůr bělského kostela převezeny a uskladněny rozebrané varhany z kostela sv. Prokopa v Javorech. Do tamního kostela po léta zatékalo, narušený dřevěný strop hrozil zřícením a úplným zničením varhan na kůru. Přesto již byly varhany poničené a poškozené, hlavně nejhlubší pedálové píšťaly a zatékáním rozpadlé mosazné dráty na abstraktech. Tyto jednomanuálové mechanické varhany se zásuvkovou vzdušnicí z roku 1885 jsou dílem Jindřicha Schiffnera z České Lípy. Mají pět rejstříků manuálových a jeden pedálový.

## Historie po roce 2000

### Oprava a aktivity v období 2000-2010
V roce 2000 byla zahájena renovace věže a krovu kostela. Oprava věže byla ukončena koncem roku 2001. Věž byla nově obedněna, pokryta břidlicí a měděným plechem. V roce 2004 byla dokončena první fáze obnovy kostela – byly vyměněny shnilé trámy krovu, krov byl chemicky ošetřen a v dalších letech dostal kostel novou krytinu. Fasáda i výmalba kostela jsou sice dosud poničené, ale do kostela přestalo zatékat.
V roce 2006 učitelka na děčínském gymnáziu Táňa Altová namalovala a věnovala kostelu nový oltářní obraz. V témže roce zde vystupovaly pěvecké sbory z Pirny a z Děčína, dále ženský pěvecký sbor z České Kamenice a skupiny Altamira z Prahy a Drumsala z Děčína.
Od roku 2007 firma Natura zdarma čistí okapy kostela. Proběhl literární pořad věnovaný barokním kázáním (R. Vašinka, M. Sládek).
V roce 2008 byl kostel po dlouhých desetiletích opět připojen na elektrickou síť. Firma pana Pištěka provedla novou elektroinstalaci. Práce zaplatil farní úřad v Podmoklech za přispění sbírek ze mší svatých v Bělé. Vysekání elektriky darem provedla firma Jan Musil – MeDoZa. Konaly se zpěvy ve stylu komunity Taizé. Proběhl koncert dětského flétnového sboru Hyperion spolu s ženským pěveckým sborem z České Kamenice a Jílovským komorním pěveckým sborem.
V roce 2009 Dušan Cintula z Bělé darem zrestauroval sochu Panny Marie. Sponzorsky byl opraven i prasklý klenák v kostelní lodi.

### Opravy v období po roce 2010
Od roku 2010 se zde koná Noc kostelů. V roce 2010 byla opatřena sakristie novými okapy a svody. V roce 2011 zasponzoroval V. Grešík rozpadající se zábradlí a schodiště do sakristie. Práce provedl kameník a kovář Jan Pokorný. Dne 17. dubna 2010 se v kostele konala první svatba od roku 1946. V sobotu 19. května 2012 vietnamská komunita ze severních Čech slavila zpívanou mši svatou. Mši celebroval vietnamský kněz Franziskus. V roce 2013 zhotovil truhlář Petr Zámiš darem nové členité okno do sakristie. V období 2013-2014 proběhla rekonstrukce padajícího stropu, kdy musely být vyměněny zetlelé ramenáty, přibity nové latě a provedena omítka. Restaurátorem byl Daniel Kyler. V roce 2014 na věži kostela bylo instalováno automatické odbíjení času, sponzorované V. Grešíkem. Dílo provedla firma Boroko z Brodku u Přerova.
Duchovní správci kostela jsou uvedeni na stránce: Římskokatolická farnost Bělá u Děčína.

## Okolí kostela

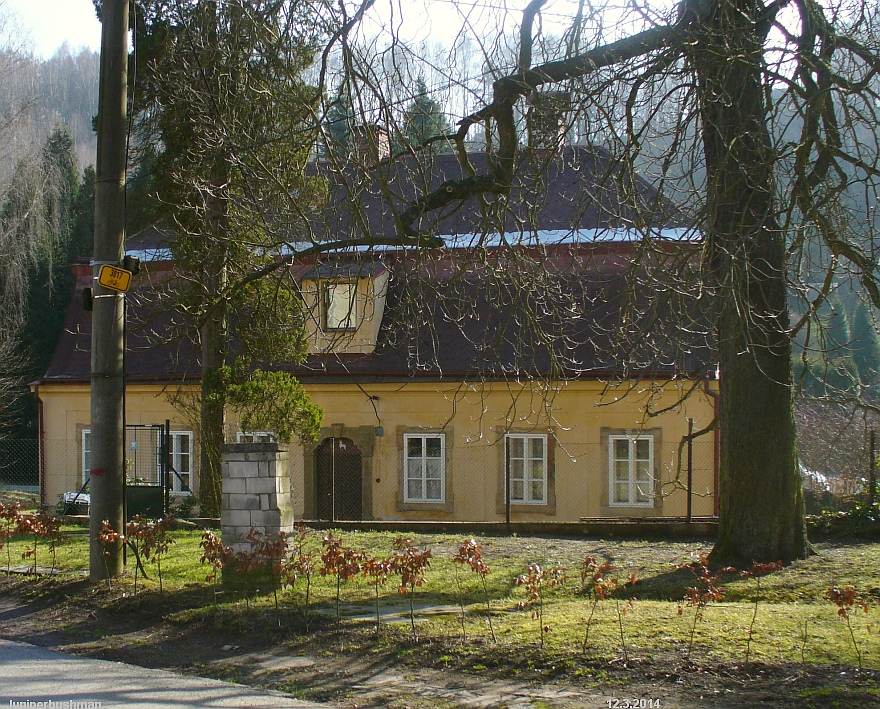
Farní budova v Bělé u Děčína

Poblíž kostela stojí pozdně barokní přízemní fara (čp. 74/1). Je obdélná, s obytnou mansardovou střechou. Členěná je obdélnými okny a portálem s uchy. Postavena byla v roce 1789. Fara je od roku 1997 obývána správcem bělského kostela K. Steinem.